# Isolepis rubicunda
Isolepis rubicunda är en halvgräsart som beskrevs av Carl Sigismund Kunth. Isolepis rubicunda ingår i släktet borstsävssläktet, och familjen halvgräs. Inga underarter finns listade i Catalogue of Life.